# バレリーナ
バレリーナ（伊: ballerina）とは、女性のバレエダンサーのこと。主要な女性バレエダンサーの意味で用いることもある。この語の対として男性を指すイタリア語はバレリーノだが、こちらは日本語化していないため、通常は男性はバレエダンサーとのみ呼ぶ。
フランス語ではバレリーヌ (ballerine) といい、19世紀半ばにイタリア人女性ダンサーの活躍が顕著になると同時にイタリア語から移植されて初めて使われた。20世紀初頭にバレエ・リュスがパリで旋風を巻き起こすと、主役を踊ったT・カルサヴィナやアンナ・パヴロワらを指して用いられ、フランス語として広く普及した。今日では女性バレエダンサー一般を指す言葉として使われるが、単にダンサーを指す場合には、男性はダンスール (danseur)、女性はダンスーズ (danseuse) ともいう。
ロシアにおいては、バレリーナ (балерина) という言葉はロシア帝室バレエ団内では数少ない、主役だけを演ずる女性第一舞踊手に与えられた階級のことであった。女性バレエダンサーの階級は上から下へ、次のようになっていた。
- プリマ・バレリーナ・アソルータ
- プリマ・バレリーナ
- バレリーナ
- プルミエール・ダンスーズ
- ソリスト
- コリフェ
- コール・ド・バレエ

ロシア帝室バレエ団のプリマ・バレリーナ・アソルータはたった二人だった。すなわちピエリーナ・レニャーニと、マチルダ・クシェシンスカヤ（彼女はロシア皇帝ニコライ2世の愛人だった）である。ソヴィエト時代の二人は、ガリーナ・ウラノワとマイヤ・プリセツカヤである。